# Titán obrovský

Titanus giganteus

Titán obrovský (Titanus giganteus, alternativní české názvy jsou titan obrovský a tesařík největší) je brouk, často udávaný jako jediný zástupce rodu Titanus. Titán obrovský je největší známý brouk a zástupce recentního hmyzu vůbec.[zdroj⁠?!] Jeho největší doložitelný exemplář má délku těla 16,7 cm (21–22 cm se započtením tykadel) a hmotnost 65 g. Obývá deštné pralesy Jižní Ameriky.

## Stádia vývoje

### Larvy
Larvální stádium tohoto druhu dosud není známo, předpokládá se, že žijí ve tlejícím dřevě pařezů.
Larvy nebyly nikdy nalezeny, ale předpokládá se, že se vyživují dřevem tropických stromů a že trvá několik let, než dosáhnou plné velikosti a zakuklí se. Vrty, které jsou připisovány larvám, by odpovídaly larvě asi 5 cm široké a až 30 cm (stopu) dlouhé.

### Dospělci
Dospělý brouk dobře létá a je aktivní hlavně v noci. Samečci se dají dobře lovit světlem, protože jsou, na rozdíl od samiček, přitahováni světlem. Samičky jsou proto vidět obzvláště zřídka. Výskyt je omezen na počátek období dešťů.
Dospělci varují syčením a mají silná kusadla.
Vzhledem k vysoké tělesné hmotnosti jsou omezeny možnosti jejich letu, pravděpodobně mohou jen plachtit směrem dolů. Aby se dostali do vyšších výšek, musejí tam vylézt.

## Historie poznání druhu
Druh poprvé popsal v roce 1771 Carl Linné, který však neměl k disposici živý exemplář, ale pouze kresby z d’Aubentonova díla z roku 1765, kde byl brouk pojmenován „Le Thuste de Cayenne“. Jeho pozůstatky se ztratily a brouk napůl upadl v zapomnění, napůl se stal legendou.
V roce 1910 objevil v rybím žaludku pozůstatek dalšího jedince německý lovec orchidejí Wörner. Velký brouk jej zaujal a hodlal si jej odvézt domů, ovšem většinu z něj mu sežrali mravenci, takže do Evropy nakonec přivezl jen několik malých zbytků (zejména hlavu a krovky). Nechal si je určit u odborníka a v tu chvíli se stal slavným. Kontaktovaly ho desítky sběratelů, kteří nabízeli obrovské částky, pokud by jim sehnal kompletního brouka. Wörner se poté vrátil do Jižní Ameriky a sháněl další jedince tak, že pročesával vody Rio Negro u Manausu a sbíral utopené jedince (později dokonce zorganizoval celoroční výlov). Ty pak dopravoval na evropskou entomologickou burzu. Ty nejlepší kusy tam však většinou nedorazily, protože si je zabrali nejbohatší a nejvášnivější sběratelé, kteří čekali na Wörnerovu loď už před přístavem.
První živý jedinec se do rukou entomologů dostal údajně až v roce 1958.